# Blaise Compaoré
Blaise Compaoré (Ouagadougou, 1951. február 3. –) Burkina Faso elnöke 1987. október 15. és 2014. október 31. között.
Korábban katonaként ő volt a burkina fasói hadsereg parancsnoka az agacseri háborúban.

## Politikai pályafutása
1987 októberében ő vezette azt a puccsot, amelynek során Thomas Sankara elnököt megölték.
A Burkina Fasó-i választásokat 1991-ben, 1998-ban, 2005-ben és 2010-ben megnyerte.
Compaoré 2014. október 30-án ígéretet tett arra, hogy visszavonja a nagy vihart kavaró alkotmánymódosítást, amely lehetővé tette volna, hogy 2015-ös elnöki mandátuma lejárta utána ismét induljon elnökválasztáson.